# NGC 4135
NGC 4135 est une vaste et lointaine galaxie spirale intermédiaire située dans la constellation des Chiens de chasse. NGC 4135 a été découverte par l'astronome français Édouard Stephan en 1881.

## Caractéristiques
La classe de luminosité de NGC 4135 est II-III.

### Distance
Sa vitesse par rapport au fond diffus cosmologique est de 11 480 ± 16 km/s, ce qui correspond à une distance de Hubble de 169 ± 12 Mpc (∼551 millions d'al).

### Galaxie de Seyfert
NGC 4315 est une galaxie active de type Seyfert 2.